# Bộ Chính trị Ban Chấp hành Trung ương Đảng Cộng sản Liên Xô khóa XXVIII (1990–1991)
Bộ Chính trị Ban Chấp hành Trung ương Đảng Cộng sản toàn Liên Xô khóa XXVIII (1990-1991) được bầu tại Hội nghị Trung ương lần thứ nhất của Ban chấp hành Trung ương Đảng Cộng sản Liên Xô khóa XXVIII được tổ chức ngày 14/7/1990.

## Ủy viên chính thức
| Tên (sinh – mất)                  | Bắt đầu    | Kết thúc   | Thời gian      | Chức vụ |
| --------------------------------- | ---------- | ---------- | -------------- | --- |
| Mikhail Gorbachev (1931-2022)     | 14/7/1990  | 24/8/1991  | 1 năm, 41 ngày | Bí thư Trung ương Đảng (1978-1991) Tổng Bí thư Đảng Cộng sản Liên Xô (1985-1991) Chủ tịch Xô viết Tối cao (1989-1991) Tổng thống Liên Xô (1990-1991) |
| Vladimir Ivashko (1932–1994)      | 14/7/1990  | 24/8/1991  | 1 năm, 41 ngày | Bí thư thứ nhất Đảng Cộng sản Ukraina (1989-1990) Phó Tổng Bí thư Đảng Cộng sản Liên Xô (1990-1991) Tổng Bí thư Đảng Cộng sản Liên Xô (1991)         |
| Mykolas Burokevičius (sinh 1927)  | 14/7/1990  | 24/8/1991  | 1 năm, 41 ngày | Bí thư thứ nhất Đảng Cộng sản Lithuania (1989-1991)                                                                                                  |
| Givi Gumbaridze (sinh 1945)       | 14/7/1990  | 31/1/1991  | 201 ngày       | Bí thư thứ nhất Đảng Cộng sản Gruzia (1989-1990) Thành viên Đại hội đại biểu nhân dân Liên Xô (1989-1991)                                            |
| Stanislav Hurenko (1936–2013)     | 14/7/1990  | 24/8/1991  | 1 năm, 41 ngày | Bí thư thứ nhất Đảng Cộng sản Ukraine (1990-1991) |
| Alexander Dzasokhov (sinh 1934)   | 14/7/1990  | 24/8/1991  | 1 năm, 41 ngày | Chủ tịch Ủy ban đối ngoại của Hội đồng tối cao (1990-1991)                                                                                           |
| Islam Karimov (sinh 1938)         | 14/7/1990  | 24/8/1991  | 1 năm, 41 ngày | Bí thư thứ nhất Đảng Cộng sản Uzbekistan (1989-1991) Tổng thống Uzbekistan Xô (1990-1991))                                                           |
| Petru Lucinschi (sinh 1940)       | 14/7/1990  | 24/8/1991  | 1 năm, 41 ngày | Bí thư thứ nhất Đảng Cộng sản Moldova (1989-1991) |
| Absamat Masalyiev (1933-2004)     | 14/7/1990  | 25/4/1991  | 285 ngày       | Bí thư thứ nhất Đảng Cộng sản Kyrgyzstan (1985-1991) Chủ tịch Xô viết Tối cao Kyrgyzstan (1990) Cố vấn tư tưởng Trung ương Đảng (1991)               |
| Qahhor Mahkamov (sinh 1932)       | 14/7/1990  | 24/8/1991  | 1 năm, 41 ngày | Bí thư thứ nhất Đảng Cộng sản Tajikistan (1985-1991) Tổng thống Tajikistan Xô (1990-1991)                                                            |
| Vladimir Movsisyan (1933–2014)    | 14/7/1990  | 11/12/1990 | 150 ngày       | Bí thư thứ nhất Đảng Cộng sản Armenia (1990) |
| Ayaz Mutallibov (sinh 1938)       | 14/7/1990  | 24/8/1991  | 1 năm, 41 ngày | Bí thư thứ nhất Đảng Cộng sản Azerbaijan (1990-1991) Chủ tịch Hội đồng Bộ trưởng Azerbaijan Xô (1989-1990)                                           |
| Nursultan Nazarbayev (sinh 1940)  | 14/7/1990  | 24/8/1991  | 1 năm, 41 ngày | Bí thư thứ nhất Đảng Cộng sản Kazakhstan (1989-1991) Chủ tịch Xô viết Tối cao Kazakhstan Xô (1990-1991)                                              |
| Saparmurat Niyazov (1940–2006)    | 14/7/1990  | 24/8/1991  | 1 năm, 41 ngày | Bí thư thứ nhất Đảng Cộng sản Turkmenistan (1985-1991)                                                                                               |
| Ivan Polozkov (sinh 1935)         | 14/7/1990  | 24/8/1991  | 1 năm, 41 ngày | Bí thư thứ nhất Đảng Cộng sản Nga (1990-1991) |
| Yuri Prokofiev (sinh 1939)        | 14/7/1990  | 24/8/1991  | 1 năm, 41 ngày | Bí thư thứ nhất Thành ủy Moscow (1989-1991) |
| Alfrēds Rubiks (sinh 1935)        | 14/7/1990  | 24/8/1991  | 1 năm, 41 ngày | Bí thư thứ nhất Đảng Cộng sản Latvia (1990-1991) |
| Galina Semenova (sinh 1937)       | 14/7/1990  | 24/8/1991  | 1 năm, 41 ngày | Bí thư Trung ương Đảng (1990-1991) |
| Enn-Arno Sillari (sinh 1944)      | 14/7/1990  | 24/8/1991  | 1 năm, 41 ngày | Bí thư thứ nhất Đảng Cộng sản Estonia (1990-1991) |
| Sergey Sokolov (1911–2012)        | 14/7/1990  | 11/12/1990 | 150 ngày       | Tổng thanh tra chung Bộ Quốc phòng Liên Xô (1989-1990)                                                                                               |
| Yegor Stroyev (1937-1999))        | 14/7/1990  | 24/8/1991  | 1 năm, 41 ngày | Bí thư Trung ương Đảng (1989-1991) |
| Ivan Frolov (sinh 1929)           | 14/7/1990  | 24/8/1991  | 1 năm, 41 ngày | Tổng Biên tập báo Pravda (1989-1991) |
| Oleg Shenin (1937–2009)           | 14/7/1990  | 24/8/1991  | 1 năm, 41 ngày | Bí thư Trung ương Đảng (1989-1991) |
| Gennady Yanayev (1937–2010)       | 14/7/1990  | 31/1/1991  | 201 ngày       | Phó Tổng thống Liên Xô (1990-1991) Quyền Tổng thống Liên Xô (1991) Bí thư Trung ương Đảng (1990-1991) Chủ tịch Hội đồng Công đoàn Liên Xô (1990)     |
| Anatoly Malafeev (sinh 1933)      | 11/12/1990 | 24/8/1991  | 256 ngày       | Bí thư thứ nhất Đảng Cộng sản Belarus (1990-1991) |
| Stepan Pogosyan (1932–2012)       | 11/12/1990 | 31/1/1991  | 256 ngày       | Bí thư thứ nhất Đảng Cộng sản Armenia (1990-1991) |
| Lembit Annus (sinh 1941)          | 31/1/1991  | 24/8/1991  | 205 ngày       | Bí thư thứ nhất Đảng Cộng sản Estonia (1990-1991) |
| Dzhumgalbek Amanbayev (1946–2005) | 25/4/1991  | 24/8/1991  | 121 ngày       | Bí thư thứ nhất Đảng Cộng sản Kyrgyzstan (1991) |
| Gregory Yeremey (sinh 1935)       | 25/4/1991  | 24/8/1991  | 121 ngày       | Bí thư thứ nhất Đảng Cộng sản Moldova (1991) |
| Mikhail Surkov (sinh 1945)        | 25/4/1991  | 24/8/1991  | 121 ngày       | Bí thư Đảng bộ quân sự (1990-1991) Chính ủy Hải quân (1990-1991)                                                                                     |